# Fred Davis (cầu thủ bóng đá, sinh năm 1929)
Joseph Frederick "Fred" Davis (23 tháng 5 năm 1929 – 10 tháng 9 năm 1996) là một cầu thủ bóng đá người Anh thi đấu ở vị trí wing-half. Ông ra sân ở English Football League trong thập niên 1950 và 1960 với Reading và Wrexham.